# Aubergenville (tổng)
Le Tổng Aubergenville là một tổng của Pháp, tọa lạc tại tỉnh Yvelines thuộc vùng Île-de-France của Pháp.
Tổng Aubergenville được lập năm 1967 từ hai tổng cổ Meulan. Xã Chapet kề bên được tách khỏi tổng Aubergenville mới được lập sau đó được nhập vào tổng mới, tổng Meulan.

## Hành chính
Tổng Aubergenville có 11 xã:
- Aubergenville: 11 667 dân,
- Aulnay-sur-Mauldre: 1105 dân,
- Bazemont: 1526 dân,
- Bouafle: 2016 dân,
- Ecquevilly: 4208 dân,
- Flins-sur-Seine: 2207 dân,
- Herbeville: 312 dân,
- Mareil-sur-Mauldre: 1760 dân,
- Maule: 6 017 dân,
- Montainville: 507 dân,
- Nézel: 945 habitants.